# Peredo da Bemposta
Peredo da Bemposta es una freguesia portuguesa del Municipio de Mogadouro, con 18,05 km² de superficie y 258 habitantes (2001). Su densidad de población es de 14,3 hab/km².